# Bullet Physics Library
Bullet Physics Library (Библиотека физики «Bullet»; далее — «Bullet») — физический движок реального времени, который распространяется под свободной лицензией zlib. Скомпилированная библиотека и исходный код движка размещены в свободном доступе на хостинге GitHub (до 2014 года на Google Code). Основной автор «Bullet», Эрвин Куманс (англ. Erwin Coumans), ранее работал над движком Havok.
«Bullet» активно используется в компьютерных играх, фильмах, программах трёхмерного моделирования, как компонент других игровых движков и во множестве других более специфичных случаях. «Bullet» используется компанией AMD в рамках программы Open Physics Initiative, которая предполагает создание нового физического движка на базе «Bullet» и Digital Molecular Matter, который будет активно использовать аппаратное ускорение расчётов физических вычислений посредством OpenCL и DirectCompute.
Согласно статье из журнала Game Developer, которая была опубликована в августе 2009 года, «Bullet» по популярности использования разработчиками компьютерных игр занимает третье место, уступая лишь движкам nVidia PhysX и Havok.

## История
В середине сентября 2009 года компания AMD предложила свою поддержку в разработке OpenCL-версии движка «Bullet» для видеокарт.
30 сентября 2009 года было официально объявлено о том, что DMM станет составным компонентом новообразованного движка, который разрабатывается AMD и Pixelux соответственно проекту «Open Physics Initiative».
В середине октября 2009 года журналисты сайта Icrontic взяли интервью у руководителя технического маркетинга nVidia Тома Питерсена с целью узнать отношение компании к Bullet после инициативы AMD. Питерсон заявил, что nVidia и дальше будет максимально поддерживать развитие движка.
В конце февраля 2010 года была выпущена версия движка и SDK под номером 2.76. В этой версии были сделаны необходимые приготовления к поддержке исполнения через OpenCL и обновлены предварительные демонстрации MiniCL. Был улучшен плагин Dynamica для Autodesk Maya, введён новый бинарный платформонезависимый формат экспорта-импорта физических данных .bullet, а также добавлены предварительные версии новых инструментов: btInternalEdgeUtility для исключения ненужных коллизий при взаимодействии объектов и редактор/отладчик физики.
22 сентября 2010 года вышла версия 2.77, в которой рамках Open Physics Initiative была добавлена запланированная ранее поддержка аппаратного ускорения на графических процессорах через OpenCL и DirectCompute. В версии 2.77 аппаратное ускорение было реализовано для модуля симуляции одежды (BulletSoftBody). В будущих версиях планируется поддержка и других модулей движка. Также в рамках версии 2.77 разработчики создали плагин для 3DS Max, который добавляет в программу поддержку Bullet.
В начале августа 2011 года на конференции SIGGRAPH 2011 компания Autodesk при поддержке AMD представила для редактора трёхмерной графики Maya 2012 новый плагин Bullet Physics, который использует OpenCL и который вошел в набор Subscription Advantage Pack. «Мы продвигаем индустриальные стандарты вроде OpenCL и Bullet Physics, так как они упрощают программирование и устраняют препятствия, вызванные проприетарными технологиями, которые могут ограничить творчество разработчиков», — заявил по этому поводу Сандип Гупте (англ. Sandeep Gupte), главный управляющий подразделения профессиональной графики в AMD.
16 сентября 2011 года была выпущена версия 2.79, основная часть которой была направлена на исправление ошибок, однако также и вносила новый функционал: новый метод декомпозиции выпуклых поверхностей на основе библиотеки HACD и новая система сборки premake, которая может автоматически генерировать файлы проекта Microsoft Visual Studio. Одновременно с выходом этой версии были опубликованы материалы по Bullet, которые презентовались на SIGGRAPH 2011 в рамках доклада «Destruction and Dynamicsfor Film and Game Production».

## Функциональные возможности

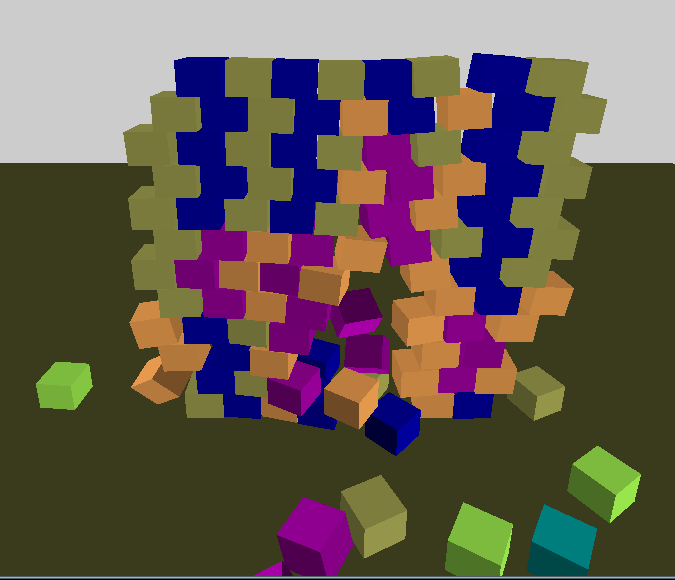
Процесс разрушения стены, смоделированный движком «Bullet»

- Просчитывает столкновения (англ. collision shapes) таких фигур: сфера, параллелепипед, цилиндр, конус, выпуклый корпус и сетка треугольников (англ. triangle mesh)[16];
- Реализует алгоритм расчёта столкновений Гилберта-Джонсона-Кёрти (GJK) и EPA (англ. Expanded Polytope Algorithm)[17];
- Просчёт пересечения координат в AABB-деревьях (англ. Swept collision test)[18];
- Поддержка мягких тел (англ. soft body) и, как развитие технологии, тканей[19];
- Поддержка CUDA[20] и OpenCL[21];
- Гидродинамика сглаженных частиц[22];
- Ограничители (англ. constraints);
- Импорт данных из файлов формата COLLADA 1.4[23];
- Плагин для Maya 2008[24];
- Многопоточность[25];
- Кроссплатформенность;
- Возможность сериализации физических данных в специально разработанный файловый формат .bullet[26];
- Существует порт под Java[27] и Python (также именуемые «JBullet»[28] и «PyBullet[29]» соответственно) и XNA[30].

### Обнаружение столкновений
Обнаружение столкновений, используемое в «Bullet», как и в большинстве других физических движков, имеет широкую и узкую фазы (англ. broadphase, narrowphase). Во время широкой фазы алгоритм обнаружения столкновений уменьшает количество потенциально взаимодействующих объектов путём применения ограничивающих объёмов к сцене. «Bullet» содержит несколько разных реализаций широкой фазы, предназначенных для различных целей. Наиболее общая реализация базируется на динамических иерархиях ограничивающих объёмов (англ. dynamic bounding volume hierarchies): используются выровненные по осям ограничивающие параллелепипеды (англ. axis aligned bounding box — AABB), которые постепенно обновляются при перемещении, добавлении или удалении объектов. Также присутствует другая реализация широкой фазы, имеющая аппаратное ускорение на графических процессорах посредством OpenCL, однако она имеет ограничения на размеры объектов.
Этап узкой фазы связан с точной генерацией точек контакта между парами соприкоснувшихся между собой объектов. «Bullet» использует несколько обобщённых алгоритмов, а именно алгоритм Гилберта-Джонсона-Кёрти (англ. GJK) и Expanding Polytope Algorithm (EPA), которые решают задачи столкновения для широкого набора типов геометрических форм столкнувшихся объектов.
Присутствует поддержка непрерывного обнаружения столкновений, которое вычисляет время столкновения между движущимися и вращающимися объектами, однако по умолчанию «Bullet» вычисляет наименьшее расстояние и глубину проникновения в дискретные моменты времени для получения информации о точках контакта между объектами.

## Использование
Благодаря своей бесплатности и открытому свободному коду «Bullet» активно используется не только в индустрии компьютерных игр, но и в производстве спецэффектов к фильмам. Многие производители спецэффектов, использующие «Bullet», модифицируют его под свои проприетарные программные инструменты или под текущие задачи, которые должен выполнять движок. Например, Digital Domain использовала модифицированный «Bullet» для создания эффектов к фильму «2012», а Framestore интегрировала изменённую версию движка в свой внутренний программный инструмент fBounce при создании фильма «Шерлок Холмс». Weta Digital интегрировала движок в свою внутреннюю программу wmRigid при создании спецэффектов фильма «Команда-А».
Помимо этого, «Bullet» активно используется в программах трёхмерного моделирования в качестве плагина или уже интегрированного инструмента. Он доступен для Cinema 4D, Houdini, 3ds Max, Carara, Blender, Maya и Lightwave.
Согласно Эрвину Кумансу, такая популярность в использовании и адаптации движка проистекает из его кросс-платформенности, свободности и открытости, чего не имеют конкуренты — проприетарные Havok и nVidia PhysX. По сравнению со своим ближайшим свободным конкурентом — Open Dynamics Engine, — «Bullet» содержит надежный механизм обнаружения столкновений для объектов с выпуклой оболочкой, что является важным для симуляции разрушаемых структур.

### Индустрия компьютерных игр
«Bullet» используется во многих компьютерных играх, как коммерческих, так и некоммерческих.
| Название игры                  | Разработчик                         | Издатель                                       | Дата первого выхода  | Платформы                                                                    |
| ------------------------------ | ----------------------------------- | ---------------------------------------------- | -------------------- | ---------------------------------------------------------------------------- |
| Regnum Online                  | NGD Studios                         | NGD Studios                                    | 24 мая 2007 года     | PC (Windows, Linux)                                                          |
| Grand Theft Auto IV            | Rockstar North, Rockstar Toronto    | Rockstar Games, Take-Two Interactive, Synergex | 29 апреля 2008 года  | PC (Windows), PlayStation 3, Xbox 360                                        |
| Crayola Colorful Journey       | Crave Entertainment                 | Crave Entertainment                            | 31 марта 2009 года   | Wii                                                                          |
| Free Realms                    | SOE San Diego                       | Sony Online Entertainment                      | 28 апреля 2009 года  | ПК (Windows, Mac), PlayStation 3                                             |
| Trials HD                      | RedLynx                             | Microsoft Game Studios                         | 12 августа 2009 года | Xbox 360                                                                     |
| Gravitronix                    | Medaverse Studios                   | Nintendo (WiiWare)                             | 12 октября 2009 года | Wii                                                                          |
| Hot Wheels: Battle Force 5     | Mattel                              | Activision                                     | 17 ноября 2009 года  | Wii, Nintendo DS                                                             |
| Madagascar Kartz               | Sidhe Interactive, Virtuos          | Activision                                     | 27 октября 2009 года | PlayStation 3, Xbox 360, Wii, Nintendo DS                                    |
| Red Dead Redemption            | Rockstar San Diego, Rockstar North  | Rockstar Games                                 | 18 мая 2010 года     | PlayStation 3, Xbox 360, PlayStation 4, Nintendo Switch                      |
| Puzzle Dimension               | Doctor Entertainment                | Doctor Entertainment                           | 26 августа 2010 года | ПК (Windows, Mac)                                                            |
| Cars 2: The Video Game         | Avalanche Software, Firebrand Games | Disney Interactive                             | 21 июня 2011 года    | ПК (Windows, Mac OS X), Nintendo DS, PlayStation 3, Wii, Apple iOS, Xbox 360 |
| Riptide GP                     | Vector Unit                         | Vector Unit                                    | июль 2011 года       | Android                                                                      |
| Max Payne 3                    | Rockstar Vancouver                  | Rockstar Games                                 | 18 мая 2012 года     | ПК (Windows), PlayStation 3, Xbox 360                                        |
| Scania Truck Driving Simulator | SCS Software                        | SCS Software                                   | 13 июня 2012 года    | ПК (Windows)                                                                 |
| Red Dead Redemption II         | Rockstar Studios                    | Rockstar Games                                 | 26 октября 2018 года | PlayStation 4, Xbox One, ПК (Windows)                                        |

### Киноиндустрия
«Bullet» был задействован в следующих фильмах:
- «2012»[42] — ряд спецэффектов, расчёт твердотельных столкновений;
- «Шерлок Холмс»[43] — расчёт твердотельных столкновений;
- «История игрушек 3»[44] — расчёт твердотельных столкновений;
- «Вольт»[45]
- «Хэнкок»[46]
- «Команда-А»[44] — расчёт твердотельных столкновений, использование «Bullet» в разработке собственного ПО;
- «Мегамозг»[47]
- «Шрек навсегда»[47]
- «Как приручить дракона»[48] — расчёт твердотельных столкновений;

### Программы трёхмерного моделирования
Следующие программы трёхмерного моделирования используют движок «Bullet» как плагин для расчётов физики:
- 3ds Max[10]
- Maya 2012[12]
- LightWave 3D с версии 11.5[49]
- Cinema 4D версии 11.5 использует Bullet как часть MoDynamics.[50]
- Blender—Blender использует Bullet для анимации в составе внутреннего игрового движка Blender Game Engine.
- Dynamica — плагин к Maya, разработанный Walt Disney Animation Studios.[45]
- Houdini Bullet Physics — плагин.
- Carrara Pro[англ.] — использует Bullet начиная с восьмой версии и только в Pro-редакции.[51]

### Игровые движки
Следующие игровые движки используют «Bullet» в качестве физического движка:
- Crystal Space — игровой движок, поддерживающий «Bullet» и переключающийся на него как на главный физический плагин.
- C4 Engine[англ.] — проприетарный игровой движок, разработанный компанией Terathon Software, в который Эрвин Куманс интегрировал «Bullet».
- Cafu Engine[англ.] — игровой движок, разработанный Carsten Fuchs Software и распространяющийся как под свободной, так и под коммерческой лицензией.
- Rockstar Advanced Game Engine — игровой движок, разработанный Rockstar San Diego и Rockstar North.
- Blitz3D через враппер BlitzBullet.
- Ducttape — игровой движок[52].
- Urho3D — игровой движок.
- Godot — открытый кроссплатформенный 2D и 3D игровой движок под лицензией MIT, который разрабатывается сообществом Godot Engine Community. По-умолчанию, при создании проекта, конструктор ставит другой физический движок, однако позволяет выбрать Bullet в качестве физического движка в настройках проекта[53].
- Panda3D — имеет встроенную поддержку Bullet Physics Library.
- Jet Engine — движок, разработанный Gameloft, где Bullet Physics Library отвечает за физику.

### Графические движки
Следующие графические движки имеют средства для связи с «Bullet»:
- OGRE через плагин OgreBullet.
- Irrlicht Engine имеет несколько плагинов для интеграции с «Bullet», включая Bullet Physics Wrapper, irrBP и GameKit.
- OpenSceneGraph через плагин osgBullet.[54]
- Verge3D содержит «Bullet», портированный на JavaScript с помощью компилятора Emscripten. Предоставляет доступ к API библиотеки с использованием средств визуального программирования Puzzles.

### Прочее
- 3DMark 11 — бенчмарк из серии 3DMark, первый бенчмарк данной серии, использующий «Bullet» с поддержкой аппаратного ускорения.
- Physics Abstraction Layer[англ.] — открытый кроссплатформенный интерфейс программирования приложений, поддерживающий множество физических движков, включая «Bullet».